# Encephalartos delucanus
Encephalartos delucanus — вид голонасінних рослин класу саговникоподібні (Cycadopsida).
Етимологія: вшанування професора Паоло Де Лука (Paolo Deluca) з Університету Неаполя, відомого дослідника саговникоподібних.

## Опис
Стовбур 0,12 м заввишки, 10–20 см діаметром; 6–9 листків у кроні. Листки довжиною 50–65 см, темно-зелені, напівглянсові, складаються з 50–75 фрагментів; хребет зелений, прямий з останньою третиною різко загнутою; черешок прямий, з 1–6 колючками. Листові фрагменти лінійні або ланцетні; середні — 13–15 см завдовжки, 11–14 мм завширшки. Пилкові шишки веретеновиді, зелені, завдовжки 10–12 см, 2–3 см діаметром.

## Поширення, екологія
Цей вид зустрічається в регіоні Руква західної Танзанії. Записаний з 1200 до 1950 м над рівнем моря. Цей вид росте у відкритому міомбо (савани) рідколіссі й на лучних хребтах і гірських схилах.

## Загрози та охорона
на цей вид впливають надто часті пожежі, які можуть вплинути на регенерацію. Зміни в управлінні проживання також може загрожувати безпеці цього виду. Видалення колекціонерами також є проблемою. Цей вид, можливо, є в англ. Ugalla River Game Reserve. 